# Георгиевская церковь (Нижний Новгород)
Георгиевская церковь на Верхневолжской набережной — утраченный православный храм в историческом центре Нижнего Новгорода. По имени церкви были названы угловая башня Нижегородского кремля и съезд к Волге.
Деревянная Георгиевская церковь выстроена около середины XVI века и располагалась на территории Волжского откоса, который входил в состав Верхнего посада и располагался в границах укреплений Малого острога (в месте его выхода к откосу реки Волги) средневекового Нижнего Новгорода.
В начале 1930-х годов церковь была уничтожена. Рядом находившееся старинное кладбище тоже сровняли с землёй. Впоследствии на этом месте была построена гостиница «Россия» («Волжский откос»), которую снесли весной 2020 года. После этого на месте храма началось возведение элитного жилого комплекса «Георгиевский», повторяющего уличный фасад разрушенной гостиницы. Также в планах застройщика было возведение мемориальной Георгиевской часовни, однако её так и не построили. Во время раскопок 2008—2010 годов, помимо непосредственно фундамента церкви и археологических находок XIII — XIV и XVII — XVIII веков, на территории гостиницы был обнаружен некрополь, всего 110 погребений, что подтверждает версию о существовании погоста к югу от церкви.

## История
Георгиевская церковь построена в дереве впервые, предположительно, в конце XV — начале XVI веков, напротив стен Нижегородского кремля. Предположительно, облик храма можно видеть на гравюрах немецкого путешественника Адама Олеария, который побывал в Нижнем Новгороде в 1636 и 1639 годах. На гравюрах изображён высокий деревянный храм. Церковь впервые упоминается в Сотной грамоте 1621—1622 годов как деревянная и уже тогда ветхая. По данным архимандрита Макария (Миролюбова), основана она в XV веке.
В камне церковь была заложена в 1700 году и отстроена к 1702 году, при митрополите Исайе. Быстрое строительство храма объяснялось участием в финансировании работ известного нижегородского купца Ивана Пушникова. Церковь была примечательна благодаря своей замечательной архитектуре: состояла из четырёх ярусов (на двух четырёхугольниках два восьмигранника, переходившие в подглавную «шейку»). Была украшена мелким орнаментом белого камня, имитирующим кружево. Рядом была выстроена колокольня в том же стиле. В здании соединились несколько архитектурных направлений своего времени: петровское барокко, нарышкинское барокко и флорентийские мотивы.
Главный престол был посвящён великомученику Георгию, а предельные (в трапезной): правый — во имя Святого Иоанна Златоуста, левый — во имя Симеона Богоприимца и Анны Пророчицы. Святыней храма была знаменитая чудотворная икона Смоленская Божией Матери — Одигитрии, по преданию, относившаяся к XV веку и спасшая город в 1655 году от моровой язвы.
С 1894 по 1906 год настоятелем храма служил Николай Иванович Сахаров, почётный гражданин Нижнего Новгорода, прадед академика Андрея Сахарова.
Приходу принадлежал каменный двухэтажный дом на земле, подаренной купцом Л. М. Коштевым в 1859 году. При церкви не было ни школы, ни богадельни. Приход к 1916 году состоял всего из 150 мужчин и 194 женщины. В 1918 году община состояла из 192 человек, в 1923 году — 170, а в 1926 году — 151. Священником стал Николай Алексеевич Авров.
В 1924 году со знаменитой иконы Смоленской Божией Матери были похищены украшения, а в 1927 году всё ценное имущество изъяли в Госфонд, в том числе пять серебряных лампад. 3 марта 1930 года Президиум Нижгорсовета постановил закрыть и снести церковь, как «занимающую площадь, намеченную под строительство Н.Г.У.». Здание пыталась отстоять Главнаука. Заведующий написал во ВЦИК, что Георгиевская церковь может быть отнесена к ценным памятникам архитектуры. Тогда в Нижкрайисполком поступили ходатайства от «Общего собрания НГУ и родительского собрания детсада „Красный Октябрь“» всё-таки закрыть церковь и разместить в ней музей атеизма. 16 марта 1931 года Нижкрайисполком постановил закрыть церковь. 30 мая 1931 года Президиум ВЦИК отменил постановление Нижкрайисполкома и церковь продолжала жить до 1932 года.
23 февраля 1932 года Президиум Нижкрайисполкома постановил разорвать договор с обществом верующих и снести церковь, поскольку на её месте предполагалось возвести здание гостиницы. Сектор науки при НКП снова вмешался в ситуацию и 27 февраля заявил, что «сломка её является совершенно недопустимой», поскольку церковь «является выдающимся памятником архитектуры Московского барокко с внутренним убранством того времени, и состоит под госохраной и на учёте Сектора науки по первой категории».
4 марта 1932 года Президиум Нижкрайисполкома повторил распоряжение о сносе, однако община и Наркомпрос успели подать 8 марта протест во ВЦИК, который поначалу, 14—16 марта, приостановил снос. Однако 21 марта Сектор науки Наркомпроса неожиданно дал согласие на уничтожение храма, с которым согласился и ВЦИК. К июню 1932 года Георгиевская церковь была взорвана и разобрана.

## Архитектура
Период конца XVII — начала XVIII веков характеризовался крупными изменениями в жизни России, в культуре, быту и внешнем облике городов. Страна быстро догоняла более развитые страны Западной Европы. В строительстве при активной поддержке императора Петра I всё сильнее распространялись черты европейской архитектуры. В нижегородском зодчестве новые веяния были выражены не столь резко, как в столицах: многочисленные каменные здания в этот период строились либо в характере архитектуры XVII века, либо в своеобразном новаторском стиле, соединявшим древнерусские традиции с классическими ордерами или их отдельными элементами. В сооружениях последнего типа всё чаще использовались сочетания правильных геометрических форм и фигур, многоцветной отделки, белокаменной резьбы и глазурованных изразцов. Георгиевская церковь стала одним из первых и лучших примеров нижегородского зодчества по образцу храмов московского барокко. Историк архитектуры Святослав Агафонов считал, что «её смело можно причислить к лучшим памятникам стиля, представленного в церквах подмосковных нарышкинских усадеб».
Храм имел традиционную для приходских церквей осевую симметричную трехчастную планировку: главный объём с трёхапсидным алтарём переходил в трапезную и далее в трёхъярусную колокольню. Непосредственно объём самого храма доминировал в композиции и формировался двухсветным четвериком в основании, квадратным в плане со стороной в 9 метров. На основании покоились два разновеликих восьмерика в соотношении по вертикали 2:1. Завершался храм гранёным световым барабаном с крупной шаровидной главой. Здание отличалось выраженной динамикой последовательно уменьшавшихся объёмов восьмериков. Колонны, располагавшиеся на пересечении граней восьмериков, были украшены коринфскими капителями из белого камня. Белокаменными также были выполнены обрамления окон и другие декоративные детали. В соответствии с барочными композиционными приёмами — постепенным переходом одной формы в другую — объёмы восьмериков завершались фигурными карнизами, в декоре которых использовались формы полукруглых раковин, разорванные фронтоны и «петушиные гребешки».
Русских зодчих с конца XVII столетия занимала проблема создания высокого и светлого внутреннего пространства храмов. Наиболее отвечающим этой цели считался тип многоярусной церкви с одним или более восьмериками, поставленными на четверик, с окнами в каждом ярусе, распространившийся со второй половины XVII века. Одним из первых примеров ярусных сооружений в Нижнем Новгороде стала Георгиевская церковь. Особенностью храма было открытое на всю высоту внутреннее пространство, в котором каскадная ступенчатость усиливалась низкими межъярусными сводами, исполнявшими роль конструктивных элементов и скрытых парапетом из белого резного камня. Внутренне пространство моленного зала поднималось на высоту около 27 метров. Просторным арочным проёмом оно соединялось с трапезной, построенной в ширину храма, в длину в 13 метров, и перекрытой полулотковым сводом. Трапезная также выполняла роль зимней церкви с двумя престолами.
Вертикаль основного объёма церкви дополняла колокольня, организованная по типу самого храма: двухсветный четверик основания поддерживал вытянутый объём восьмерикового яруса звона, перекрытого гранёным сводом. Венчал колокольню высокий гранёный барабан с главой.

## Галерея
- Георгиевская церковь и дом П. Н. Григорьева у начала Георгиевского съезда. Фотография конца XIX — начала XX вв.
- Церковь в 1900-е годы. Фотограф Максим Дмитриев
- Макет Георгиевской церкви в усадьбе С. М. Рукавишникова (филиал НГИАМЗ)

## Комментарии
1. ↑  Сельское кладбище (в старину — церковь с прилегающим участком и с кладбищем, в стороне от села).